# Karl Reinthaler (Politiker)
Karl Reinthaler (* 18. September 1913 in Villach; † 1. August 2000 in Saalfelden) war Verfolgter der Gestapo und nach dem Ende des Zweiten Weltkrieges Abgeordneter zum Landtag von Salzburg und Bürgermeister der Stadt Saalfelden, Sozialdemokrat und Zeitzeuge.

## Leben
Karl Reinthaler wurde am 18. September 1913 als Sohn von Martin Reinthaler (* 5. Februar 1880), Bediensteter bei den k.k. Staatsbahnen, und dessen Ehefrau Elisabeth (geborene Gomaus; 4. Februar 1888) in Möltschach bei Villach geboren und am 21. September 1913 auf den Namen Karl getauft. Seine Eltern hatten kurz nach ihren Geburtstagen am 7. Februar 1909 geheiratet.
Sein politisches Lebenswerk, aber insbesondere seine persönliche Einstellung zu grundsätzlichen Lebenshaltungen und der Gesellschaftsordnung, haben ihn zu einer bekannten Persönlichkeit – auch über die Grenzen Saalfeldens hinaus – gemacht.
Nachdem der Vater im Ersten Weltkrieg in Galizien beide Beine verloren hatte, übersiedelte die Familie 1916 nach Hainfeld an der Gölsen. Dort hatte dieser die Möglichkeit, im Heizhaus zu arbeiten. 1918 erfolgte die nächste Übersiedlung nach St. Pölten, da sich dort eine bessere Arbeitsstätte ergab. Gerade erst neun Jahre alt, verlor Reinthaler seinen Vater infolge einer Ruhrerkrankung. Diese Erlebnisse prägten Reinthaler und machten ihn zum überzeugten Pazifisten.
Seine ersten Kontakte zur Sozialdemokratischen Arbeiterpartei knüpfte Reinthaler bereits während seiner Schulzeit. Eher zufällig konnte er sich den Roten Falken anschließen und wurde auch Leiter der Sozialistischen Jugend in St. Pölten. Das so genannte „Kinderfreunde-Haus“ diente als Heimstätte. Reinthaler galt als Idealist und Vorbild.
1927 bestand er die Aufnahmsprüfung für eine Lehrstelle in der Lehrwerkstätte der Österreichischen Bundesbahnen und erlernte dort das Handwerk eines Schlossers. 1931 beendete er die Lehre, wurde aber nicht in den aktiven Dienst übernommen. Es folgten drei Jahre der Arbeitslosigkeit. Während dieser Zeit besuchte er die Werkmeisterschule „Arsenal“ für Maschinenbau und Elektrotechnik in Wien und hielt sich bis 1934 als Zeitungskolporteur und Erzieher bei den Kinderfreunden über Wasser.
1934 erhielt er aufgrund seiner guten Ausbildung und Qualifikation eine Stelle bei den Österreichischen Bundesbahnen. Damals wurden eigentlich nur solche Personen in den Dienst der Eisenbahn gestellt, die auch einer Wehrformation angehörten. Als „Roter“ hatte er wenig Freunde. Die Arbeitskollegen reagierten auf ihn sehr ablehnend mit Worten wie: „unsere Heimwehrler stehen draußen auf der Straße und ein Roter wird uns vorgesetzt!“
1935 erhielt er eine Position in der Zugförderungsstelle Salzburg und kam 1936, nach einer Ausbildung zum Wagenmeister, für vorerst sechs Monate als „Mädchen für Alles“ nach Saalfelden. Da ihm nach dieser Zeit die Rückkehr nach Salzburg verwehrt wurde, blieb er in dieser Gemeinde. 1939 legt er die Prüfung zum Lokführer ab. In diesem Jahr hatte er auch bereits das erste Mal ernsthaften Kontakt mit der Gestapo, nachdem er den Einmarsch in Polen kritisiert und sein Unverständnis zum Ausdruck gebracht hatte, dass die Polen „Untermenschen“ seien. Reinthaler schmuggelte als Lokführer Zeitungen aus der Schweiz ins Land und konnte sich und einige Gesinnungsgenossen so wohl etwas objektiver informieren.
1942 wurde Reinthaler verhaftet. Eine Spende für die Rote Hilfe war ausschlaggebend, nachdem er ohnehin unter Beobachtung gestanden hatte. Er stand im Verdacht, der illegalen Kommunistischen Partei anzugehören. Außerdem wurde er bei der Gestapo angeschwärzt, weil er die „propagandistischen Reden“ Hitlers emotionslos über sich ergehen ließ und sich sogar kritische und skeptische Bemerkungen dazu erlaubte. Er wurde zu Zuchthaus verurteilt. Dass Reinthaler das Zuchthaus Amberg überlebte, verdankte er wohl auch wieder seiner Überlegtheit, aber auch seiner beruflichen Qualifikation. Zitat: „Wären die Amerikaner eine Woche oder meinetwegen auch 14 Tage später gekommen, wäre auch ich am Ende meiner Kräfte gewesen. Ich konnte mich nur mehr rollend von meiner Pritsche erheben!“
Die Befreiung erfolgte am 22./23. April 1945. Es war nicht nur die Befreiung aus unmenschlichen Haftbedingungen. In den Wochen zuvor kursierte auch noch das Gerücht, dass alle Lagerinsassen getötet würden. Nach der Befreiung durch die amerikanischen Truppen blieben die Gefangenen weiter inhaftiert, wenngleich sich die politischen Häftlinge innerhalb des Lagers frei bewegen durften. Erst im Juni 1945 durfte er Amberg verlassen. Er ging zunächst nach St. Pölten, denn dort lebte seine Mutter.
Nach Saalfelden kehrte er im Sommer 1945 zurück. Diese Zeit war schwierig, denn plötzlich galten Täter auch als Opfer. Die Zeit des Nationalsozialismus in Österreich wurde in der Öffentlichkeit erst viel später aufgearbeitet. Eigenartig die Situation, wie er von einem seiner Denunzianten mit einem Lächeln und der Frage: „Karl, wie ist es Dir denn so ergangen?“ empfangen wurde.
Reinthaler erhielt wieder seine Stelle bei den Österreichischen Bundesbahnen. Die SPÖ in Salzburg unterbreitete ihm das Angebot, in den Landtag zu gehen. Nach einiger Überlegung willigte Reinthaler ein und wurde am 12. Dezember 1945 als Landtagsabgeordneter vereidigt. Am 24. Oktober 1946 heiratete er standesamtlich in Salzburg eine Ernestine Schwabl; zwei Tage später erfolgte die kirchliche Trauung der beiden in Saalfelden. Sein Mandat konnte Reinthaler nur drei Jahre ausüben, schweres Rheuma zwang ihn zum Rückzug. Seine Arbeit konnte er wieder aufnehmen, nachdem er Kuraufenthalte hinter sich gebracht hatte.
Nun fand er aber mehr Zeit, sich dem politischen Geschehen seiner Heimatgemeinde zu widmen. Neben seiner politischen Tätigkeit war er auch Gewerkschafter. In Saalfelden bekleidete er die Funktion als Bildungsreferent und wurde auch Obmann der Eisenbahnergewerkschaft. Auf ihn geht auch die Gründung der Gewerkschaftsjugend im Jahr 1955 zurück.
In den Jahren 1952 und 1953 absolvierte er die Sozialakademie. 1959 bewog Reinthaler die Führung der Salzburger Arbeiterkammer, ein Haus in Saalfelden günstig zu erwerben und dem Österreichischen Gewerkschaftsbund zur Verfügung zu stellen. Mit ehrenamtlichen Helfern gründete er die Gewerkschaftsbibliothek und endlich standen entsprechende Räumlichkeiten für die gewerkschaftlichen Aktivitäten zur Verfügung. Reinthaler veranstaltete Rhetorikseminare, schrieb Reden und referierte über seine Gefangenschaft in Amberg.
1960 beendete er aus gesundheitlichen Gründen seine Berufslaufbahn. 1966 wurde er Vizebürgermeister, nachdem ihm bereits 1959 die Kandidatur zum Bürgermeister angeboten worden war. Damals war er aber weder gesundheitlich in der Lage noch hätte er beruflich eine entsprechende Dienstfreistellung bekommen können. So wurde damals Adam Pichler zum Bürgermeister gewählt. 1972 wurde Karl Reinthaler mit absoluter SPÖ-Mehrheit im Gemeinderat zum Bürgermeister der Marktgemeinde Saalfelden gewählt. In seine Amtszeit fielen die Gründung der HTL (Höhere Technische Lehranstalt) und der HBLA (Höhere Bundes-Lehranstalt für wirtschaftliche Berufe). Siedlungswohnbauten in großem Stil wurden in der so genannten „Bergland-Siedlung“ begonnen.
Bei der Gemeinderatswahl 1978 konnte Reinthaler aus gesundheitlichen Gründen nicht zur Wiederwahl antreten. Sein Nachfolger wurde Walter Schwaiger (SPÖ).

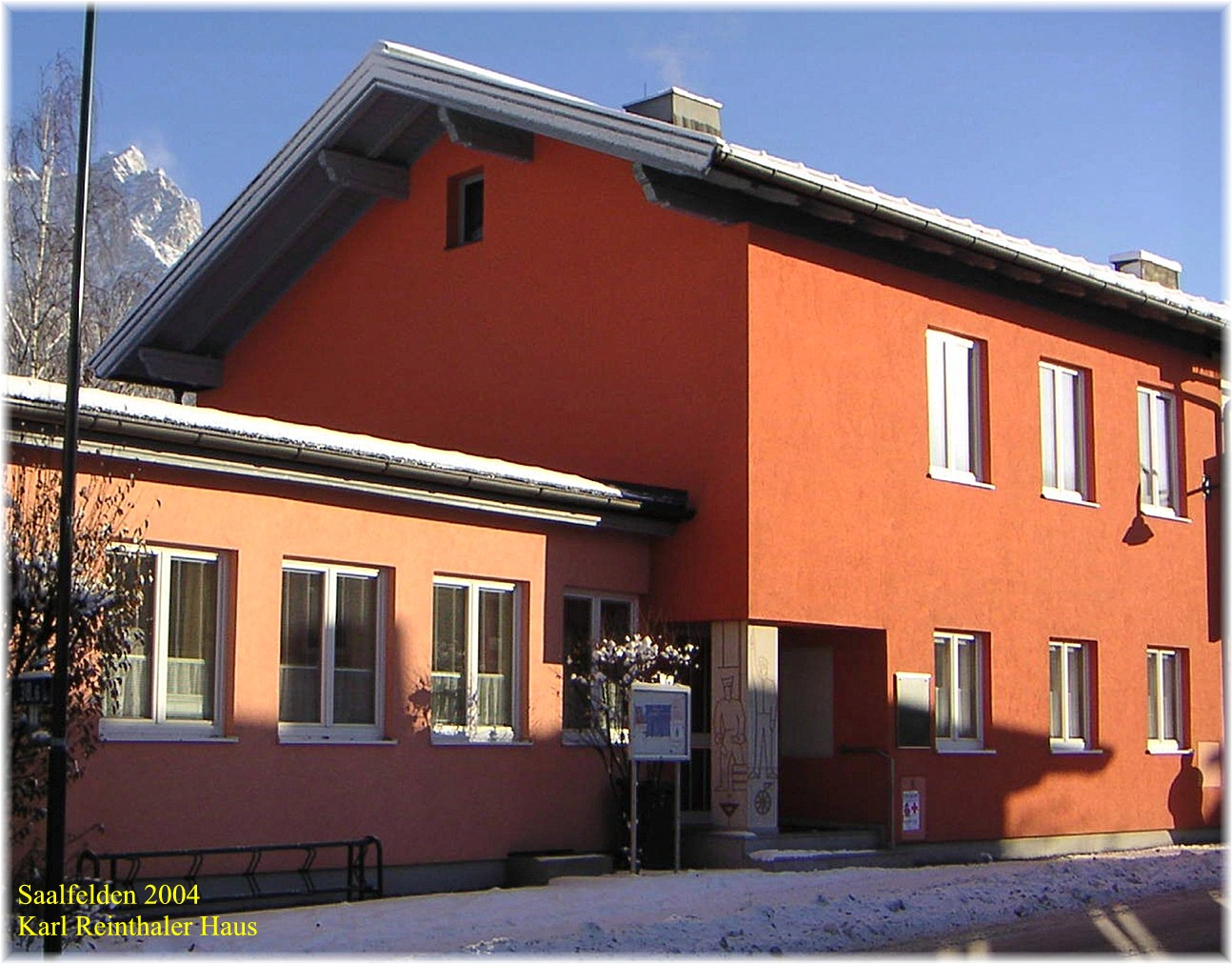
Saalfelden 2004
Karl Reinthaler Haus

In den folgenden Jahren betätigte sich Karl Reinthaler verstärkt in der Aufarbeitung der Vergangenheit. Wo er konnte, trat er als Zeitzeuge auf und die Waldheim-Affäre 1986 rückte diese unrühmliche Vergangenheit wieder verstärkt in die Öffentlichkeit. Auch zur Wehrmachtsausstellung, die im März 1998 in Salzburg gezeigt wurde, ging Reinthaler wieder in die Öffentlichkeit und versuchte, als Zeitzeuge zur Vergangenheitsbewältigung beizutragen.
Am 1. August 2000 verstarb Karl Reinthaler infolge eines Unfalles. 2003 kaufte die Gemeinde Saalfelden das Gewerkschaftsheim an der Bahnhofstraße, revitalisierte es und benannte es nach dem Pionier der Arbeiterbewegung in Saalfelden in „Karl-Reinthaler-Haus“. Seine Frau überlebte ihn und starb im Frühjahr 2013 im Alter von 93 Jahren.
In Sankt Pölten wurde die Dr.Karl Reinthaler-Gasse [sic] ⊙ nach ihm benannt.

## Auszeichnungen
- Ehrenbürgerschaft von Saalfelden[3]